# Reis contra Santa
Reis contra Santa (originalment en castellà, Reyes contra Santa) és una pel·lícula de comèdia familiar nadalenca espanyola del 2022 dirigida per Paco Caballero. És protagonitzada per Karra Elejalde, David Verdaguer i Matías Janick com els Reis Mags al costat d'Adal Ramones, Andrés Almeida, Eva Ugarte, Isa Montalbán, Cosette Silguero i Laura Quirós, entre d'altres. S'ha subtitulat al català.

## Sinopsi
Els Reis Mags i el Pare Noel competeixen per l'atenció dels nens, sense saber que la seva lluita despertarà el Krampus del seu somni.

## Repartiment
- Karra Elejalde[5]
- David Verdaguer[5]
- Matías Janick[5]
- Andrés Almeida com a Pare Noel[5]
- Adal Ramones[5]
- Eva Ugarte[5]
- Isa Montalbán[5]
- Cosette Silguero[5]
- Laura Quirós[5]

## Producció

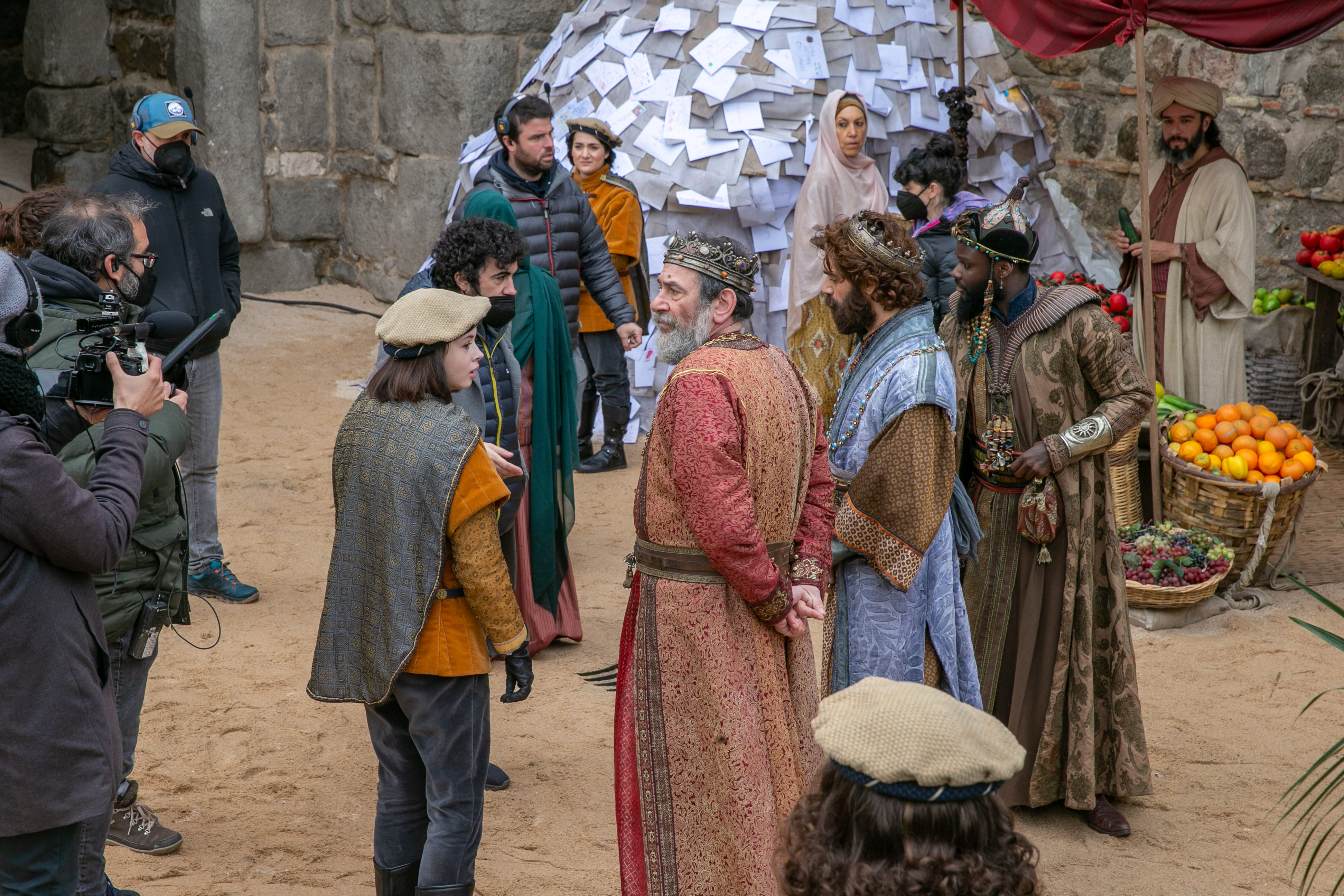
Pel·lícula ambientada a Toledo, amb Montalbán, Elejalde, Verdaguer i Janick parant atenció a Caballero.

El guió el van escriure Carmen López-Areal, Benjamín Herranz, Jelen Morales i Eric Navarro. Reis contra Santa és una producció de Morena Films i Melchor, Gaspar y Baltasar AIE, i va comptar amb la participació de Prime Video i RTVE i el suport de la Junta de Castella-la Manxa. Els llocs de rodatge inclouen Toledo, Segòvia, Madrid i les Illes Canàries. El rodatge va acabar el maig de 2022. David Valldepérez va treballar com a director de fotografia, Nacho Ruiz Capillas com a muntador i Pilar Onares, responsable de la banda sonora.

## Estrena
La pel·lícula es va exhibir per primer cop al 19è Festival de Cinema Europeu de Sevilla el novembre de 2022. Distribuït per Tripictures, es va estrenar als cinemes espanyols el 18 de novembre de 2022. Després d'estrena de les sales, es va incorporar al catàleg d'Amazon Prime Video amb els subtítols en català.